# Flagge Georgias

Flagge von Georgia

Die Flagge des US-Bundesstaates Georgia wurde am 8. Mai 2003 eingeführt.

## Beschreibung
Sie führt auf einem rot-weiß gestreiften Flaggentuch in der Gösch das Siegel Georgias, umgeben von 13 Sternen, die für die 13 Gründungsstaaten der Vereinigten Staaten, einschließlich Georgias, stehen. Sie basiert auf der ersten Flagge der Konföderierten Staaten von Amerika.
Auf Spruchbändern stehen die beiden Mottos: „Wisdom, Justice, Moderation“ („Weisheit, Gerechtigkeit, Maß“) und „In God We Trust.“ („Wir vertrauen auf Gott.“)

## Historische Flaggen  im Laufe der Zeit

Siegel Georgias

Historische Flaggen Georgias
Vor 1879 (inoffiziell)
1906–1920
1920–1956
1956–2001
2001–2003
2003 bis heute

## Geschichte
Die erste Flagge Georgias beinhaltete das Staatswappen auf blauem Grund. Die drei darauf folgenden Flaggen hatten die Flagge der Konföderierten Staaten von Amerika als Basis. 
1956 wurde auf Betreiben des Gouverneurs Georgias Marvin Griffin eine neue Flagge eingeführt. Diese beinhaltete die Kriegsflagge der Konföderierten Staaten von Amerika. 
Zu dieser Zeit befand sich die Bürgerrechtsbewegung, die für die Gleichberechtigung der Schwarzen kämpfte, auf dem Höhepunkt, und Kritiker wie der Kongressabgeordnete John Lewis sahen in der Flagge einen rassistischen Protest. Vor allem deshalb, weil sie kurz nach der Aufhebung der Rassentrennung an öffentlichen Schulen durch den Obersten Gerichtshof angenommen wurde. Von Griffin stammte auch das Zitat “The rest of the nation is looking to Georgia for the lead in segregation.” („Der Rest der Nation sieht auf Georgia als führenden Staat in Fragen der Rassentrennung.“)
Während der 1990er wurde politischer Druck ausgeübt, der sich für eine Änderung der Flagge einsetzte. Dabei spielte eine Rolle, dass Georgia in seiner Hauptstadt Atlanta die Olympischen Spiele 1996 ausrichtete und die Kriegsflagge der Konföderierten auch von rassistischen Weißen, die der Idee der White Supremacy anhängen, benutzt wurde. Die National Association for the Advancement of Colored People setzte sich ebenfalls für die Änderung ein.
2001 wurde die Flagge schließlich geändert. Sofort nach der Änderung nahm die Stadt Trenton die alte Flagge als Stadtflagge an.
In einer 2001 durchgeführten Internet-Abstimmung der North American Vexillological Association (des Nordamerikanischen Flaggenkunde-Verbands) wurde die neue Flagge von 2001 zur schlechtesten Flagge aller 72 US-amerikanischen und kanadischen Bundesstaaten, Provinzen und Territorien gewählt. Bemängelt wurde vor allem das komplexe Design.
2002 wurde Sonny Perdue zum Gouverneur von Georgia gewählt, der durchsetzte, dass 2003 eine neue Flagge durch die Bevölkerung Georgias in einem Referendum bestimmt werde. Diese wählte die Flagge in ihrer heutigen Form.